# Ilderton (Northumberland)
Pour les articles homonymes, voir Ilderton.
Ilderton est une paroisse civile et un village du Northumberland, en Angleterre. La population de la paroisse civile au recensement de 2011 était de 235 habitants.